# Pachnocybales
Pachnocybales é uma ordem de fungos da classe Pucciniomycetes, filo Basidiomycota.  Contém uma única família , Pachnocybaceae.